# Andrew C. Robinson
Andrew C. Robinson é um quadrinista norte-americano. Começou sua carreira ilustrando histórias da revista Dark Horse Presents, da editora Dark Horse, e já trabalhou com personagens como Superman e Batman, além da versão em quadrinhos de Star Wars. Em 2013, lançou a graphic novel O Quinto Beatle, em coautoria com Kyle Baker e Vivek J. Tiwary. O edição brasileira do livro, lançada em 2014, ganhou o 27º Troféu HQ Mix de melhor desenhista estrangeiro.